# 波茨坦鎮區 (北達科他州迪基縣)
波茨坦鎮區（英語：Potsdam Township）是位於美國北達科他州迪基縣的一個鎮區。

## 地方資料
波茨坦鎮區的面積為89.38平方千米，當中陸地面積為89.27平方千米，而水域面積為0.11平方千米。根據2020年美國人口普查的數據，當地共有人口36人，而人口密度為每平方千米0.4人。